# Knölkrasse
Knölkrasse (Tropaeolum tuberosum) är en krasseväxtart som beskrevs av Hipólito Ruiz López och Pavon. Tropaeolum tuberosum ingår i släktet krassar, och familjen krasseväxter.

## Underarter
Arten delas in i följande underarter:
- T. t. silvestre
- T. t. tuberosum

## Bildgalleri

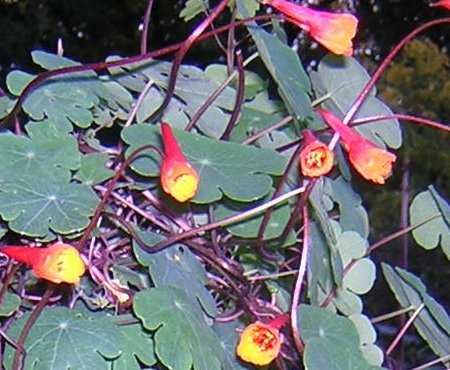